# Platyura africana
Platyura africana är en tvåvingeart som först beskrevs av Lundstroem 1916.  Platyura africana ingår i släktet Platyura och familjen platthornsmyggor.
Artens utbredningsområde är Tunisien. Inga underarter finns listade i Catalogue of Life.